# Dendrogonopus robustus
Dendrogonopus robustus är en mångfotingart som beskrevs av Jeekel 1964. Dendrogonopus robustus ingår i släktet Dendrogonopus och familjen orangeridubbelfotingar. Inga underarter finns listade i Catalogue of Life.